# Roland Benedikter
Roland Benedikter (Brunico, 1965) è un sociologo italiano, e scienziato politico proveniente dalla provincia autonoma di Bolzano.

## Biografia
La sua specializzazione è la multi- ed interdisciplinarità. Dal 2009 è European Foundation Fellow, in residenza all'Orfalea Center for Global and International Studies dell'Università di California di Santa Barbara con funzione di un European Foundations Research Professor per sociologia interdisciplinare, e Research Affiliate / Visiting Scholar al Centro per l'Europa della Stanford University. Dal 2004 insegna anche alla Libera Università di Bolzano alla cui fondazione ha partecipato dal 1993 al 1996. Il suo lavoro è concentrato sull'analisi politica contestuale (Contextual Political Analysis), la sociologia politica e l'analisi culturale.

## Pensiero
Benedikter è uno dei coautori della System Action Theory (Teoria Sistemica d'Azione), un approccio metodologico che integra sette dimensioni per decifrare il cambiamento globale del presente, e che include le tipologie dei sistemi discorsivi e sociali di:
1. politica,
2. economia,
3. cultura,
4. religione,
5. tecnologia
6. demografia.

Secondo Benedikter, il cambiamento globale come realtà non può essere ridotto a nessuna di queste sei dimensioni, ma si tratta di una settima dimensione che dev'essere considerata come «...il processo che è più della somma delle sue parti». Secondo Benedikter, il progresso globale sarà sempre di più proporzionale alla (e dipendente dalla) mutua autonomia ed emancipazione delle sei dimensioni. In contrasto, ovunque si mescolano i sei sistemi discorsivi e le loro rispettive logiche molto diverse tra di loro, c'è regresso: per esempio, se si fa politica involvendo ragionamenti e logiche religiosi (come il neo-conservativismo); se un ordine economico viene dichiarato come la "fine della storia umana" e dunque come definitivo sistema politico-sociale (come ha sostenuto il neo-liberalismo); o quando la cultura, seguendo le sue logiche, vuole dettare legge alle logiche molto diverse di economia o politica (come era di moda nel postmodernismo). Il compito centrale dell'intellettuale contemporaneo, secondo Benedikter, non consiste più nell'elaborare ideologie universali, cioè comprendenti due o più dimensioni del sistema discorsivo, mescolandoli tra di loro secondo l'illazione di proporre una soluzione per l'intero spettro di discorsi e logiche della società, per poi proporre questa soluzione come programma politico. Il compito dell'intellettuale contemporaneo invece è il contrario: «...difendere i confini tra discorsi e logiche attive nelle società nell'era della globalizzazione»: cioè nel difendere l'autonomia di ognuno dei sei sistemi discorsivi dall'influenza e dall'usurpazione da parte di tutti gli altri, e allo stesso tempo di confinare ognuno di loro nei suoi "limiti di validità".
Benedikter è attivo anche nella consulenza politica.